# Bojana Guteša
Bojana Guteša (Beograd, 9. studenoga 1976.) je srbijanska glumica.
Bojana je diplomirala glumu na univerzitetu "Braća Karić" u Beogradu. Nakon manjih uloga u filmovima i tv serijama, stekla je veliku popularnost glumivši Lidiju Milijaš, jednu od glavnih uloga, u srpskoj telenoveli "Jelena". Ostala je vrlo zapažena i u hrvatskoj sapunici "Zabranjena ljubav", u kojoj je glumila Taru Mars.

## Filmografija
- 1999. - Ranjena zemlja (film)
- 2001. - Nataša (film)
- 2001. - Ona voli zvezdu (film)
- 2002. - Lisice (dramska serija)
- 2004/05. - Jelena (telenovela)
- 2006. - Zabranjena ljubav (sapunica)